# Мандело дел Ларио
Мандѐло дел Ла̀рио (на италиански: Mandello del Lario, на западноломбардски: Mandell, Мандел) е град и община в Северна Италия, провинция Леко, регион Ломбардия. Разположен е на 200 m надморска височина, на югоизточния бряг на езеро Лаго ди Комо. Населението на общината е 10 493 души (към 2014 г.).